# L'Afrique en morceaux
Pour plus de détails, voir Fiche technique et Distribution.
L'Afrique en morceaux est un film réalisé par Jihan El-Tahri en 2000.

## Synopsis
Avril 1994 : génocide au Rwanda. 800 000 morts. Une catastrophe qui entraînera des déséquilibres dans toute la région. L’Afrique des Grands Lacs finit le siècle dans un bain de sang. Ce documentaire montre les intrigues, les coups d’éclat, les trahisons, les vengeances qui ont prévalu durant ces années avec pour seuls objectifs de conserver ou d’agrandir sa zone d’influence. C’est ainsi que cette décennie a vu s’envoler peu à peu tous les espoirs des populations. Espoirs d’une Afrique maîtresse de son destin, d’une autosuffisance alimentaire, de l’arrêt des conflits interethniques…

## Fiche technique
- Réalisation : Jihan El-Tahri
- Production : Arte France, Canal+
- Scénario : Jihan El Tahri, Peter Chappell
- Image : Peter Chappell
- Son : Laurent Langlois Timothy Hughes
- Montage : Véronique Leroy